# Duque de Caxias
Duque de Caxias és una ciutat de l'estat brasiler de Rio de Janeiro. Segons el cens de 2010, la seva població era de 855.046 habitants. La seva àrea total és 464,6 km². Forma part de la Baixada Fluminense. Va rebre el seu nom en homenatge a Luís Alves de Lima e Silva, Duc de Caxias.